# Chrysopophthorus
Genre
Chrysopophthorus est un genre d'insectes de l'ordre des hyménoptères de la famille des Braconidae, de la sous-famille des Euphorinae et de la tribu des Euphorini. 

## Liste des espèces
- Chrysopophthorus americanus
- Chrysopophthorus brasileanus
- Chrysopophthorus caribbeanus
- Chrysopophthorus hageni
- Chrysopophthorus hungaricus
- Chrysopophthorus orientalis
- Chrysopophthorus petiolus
- Chrysopophthorus tropicalis

## Liens  externes
- (en) BioLib : Chrysopophthorus
- (fr + en) EOL : Chrysopophthorus
- (en) NCBI : Chrysopophthorus (taxons inclus)